# Itamar Biran
Itamar Biran (ur. 3 marca 1998) – izraelski narciarz alpejski, olimpijczyk z Pjongczang.

## Kariera
Po raz pierwszy na arenie międzynarodowej pojawił się 11 sierpnia 2014 roku podczas zawodów w argentyńskim Cerro Catedral. Zajął wtedy w slalomie 9. miejsce. Nie zadebiutował dotychczas w zawodach Pucharu Świata.
W 2015 i 2018 brał udział w mistrzostwach świata juniorów. Najlepszy wynik osiągnął na mistrzostwach w 2018 roku w Davos, kiedy to w gigancie zajął 44. miejsce. Także dwukrotnie, w latach 2015 i 2017 startował na mistrzostwach świata. Najlepszy rezultat osiągnął na mistrzostwach w 2017 roku w Sankt Moritz, gdzie to w gigancie ukończył rywalizację na 49. miejscu.  Wziął udział w gigancie i slalomie na Zimowych Igrzyskach Olimpijskich 2018 w Pjongczang. Na mistrzostwach świata w Åre w 2019 roku zajął w slalomie 39. miejsce, natomiast w gigancie nie zakwalifikował się do głównego przejazdu.

## Osiągnięcia

### Igrzyska olimpijskie
| Miejsce | Dzień     | Rok  | Miejscowość | Konkurencja | Czas biegu  | Strata   | Zwycięzca       |
| ------- | --------- | ---- | ----------- | ----------- | ----------- | -------- | --------------- |
| 49.     | 18 lutego | 2018 | Pjongczang  | Gigant      | 2:33,71 min | +15,67 s | Marcel Hirscher |
| DNF1    | 22 lutego | 2018 | Pjongczang  | Slalom      | -           | -        | André Myhrer    |

### Mistrzostwa świata
| Miejsce | Dzień     | Rok  | Miejscowość       | Konkurencja | Czas biegu  | Strata   | Zwycięzca            |
| ------- | --------- | ---- | ----------------- | ----------- | ----------- | -------- | -------------------- |
| 62.     | 13 lutego | 2015 | Vail/Beaver Creek | Gigant      | 1:28,31 min | -        | Ted Ligety           |
| DNF1    | 15 lutego | 2015 | Vail/Beaver Creek | Slalom      | -           | -        | Jean-Baptiste Grange |
| 49.     | 17 lutego | 2017 | Sankt Moritz      | Gigant      | 1:15,97 min | -        | Marcel Hirscher      |
| DNF1    | 19 lutego | 2017 | Sankt Moritz      | Slalom      | -           | -        | Marcel Hirscher      |
| DNQ     | 15 lutego | 2019 | Åre               | Gigant      | -           | -        | Henrik Kristoffersen |
| 39.     | 17 lutego | 2019 | Åre               | Slalom      | 2:20,12 min | +14,26 s | Marcel Hirscher      |

### Mistrzostwa świata juniorów
| Miejsce | Dzień    | Rok  | Miejscowość | Konkurencja | Czas biegu  | Strata  | Zwycięzca            |
| ------- | -------- | ---- | ----------- | ----------- | ----------- | ------- | -------------------- |
| DNF1    | 8 marca  | 2015 | Hafjell     | Gigant      | -           | -       | Henrik Kristoffersen |
| DNF2    | 9 marca  | 2015 | Hafjell     | Slalom      | -           | -       | Henrik Kristoffersen |
| 44.     | 6 lutego | 2018 | Davos       | Gigant      | 1:47,24 min | +7,77 s | Marco Odermatt       |
| DNF1    | 7 lutego | 2018 | Davos       | Slalom      | -           | -       | Clément Noël         |